# Die Autonauten auf der Kosmobahn
Die Autonauten auf der Kosmobahn. Eine zeitlose Reise Paris–Marseille (span. Los autonautas de la cosmopista o un viaje atemporal Paris–Marsella, frz. Les autonautes de la cosmoroute, ou, Un voyage intemporel Paris-Marseille) ist ein Reisebericht von Julio Cortázar und Carol Dunlop. Er geht auf eine 33-tägige Reise entlang der Autobahnstrecke Paris–Marseille zurück, die die beiden im Frühsommer 1982 unternommen haben. Das Buch erschien 1983 zeitgleich in einer spanisch- und einer französischsprachigen Variante. Die deutsche Übersetzung von Wilfried Böhringer ist 1996 im Suhrkamp Verlag erschienen.

## Inhalt
Cortázar und Dunlop hatten die Idee, eine „Expedition“ entlang der Rastplätze der französischen A6 und A7 (Autoroute du Soleil) zu unternehmen. Sie wollten jeden einzelnen der insgesamt 65 Rastplätze anfahren und auf jedem zweiten übernachten. Die genauen Zeitangaben der An- und Abfahrten sind in einem „Bordbuch“ festgehalten, das mehr oder weniger chronologisch als Zwischentexte in den Band gesetzt wurden.
Ansonsten besteht „Die Autonauten auf der Kosmobahn“ aus divergenten Texten, die ihren Ursprung meist in Beobachtungen auf den Rastplätzen haben. Es ziehen sich aber auch mehrere fiktive „Briefe einer Mutter“ durch den Band, in denen eine Frau ihrem Sohn Eusèbe berichtet, wie sie auf den Rastplätzen immer wieder denselben beiden Gestalten mit ihrem VW-Bus begegnet und sich sehr darüber wundert.

## Wirkung
Für den Film „Lucie & Maintenant“ von  Simone Fürbringer, Nicolas Humbert und Werner Penzel (CH/D 2007) haben Océane Madelaine und Jocelyn Bonnerave Cortázars und Dunlops Unternehmung noch einmal wiederholt.